# Satan’s Wrath
Satan’s Wrath ist eine griechische Black-, Death- und Thrash-Metal-Band, die im Jahr 2011 gegründet wurde.

## Geschichte
Die Band wurde im Jahr 2011 von Tas Danazoglou und Stamos K gegründet. Nachdem die Band einen Vertrag bei Metal Blade Records unterzeichnet hatte, erschien im Jahr 2012 das Debütalbum Galloping Blasphemy. Die Band war hierauf noch immer als Duo zu hören. Danach kamen der Gitarrist V, der Bassist Costa, sowie der Schlagzeuger Nathan Perrier zur Besetzung. Daraufhin schloss sich 2013 das zweite Album Aeons of Satan’s Reign an.

## Stil
In einem Rock-Hard-Interview sagte Stamos K, dass die Band nur Heavy Metal spielen wolle. Sie seien mit Gruppen wie Mercyful Fate, Slayer und Iron Maiden aufgewachsen. Der Begriff Black Metal gefalle ihm nicht, da seiner Meinung Venom die einzige Band sei, die diesen Begriff verdiene, da sie diesen Begriff erfunden habe. Die Band versuche die Verschmelzung der frühen Extreme-Metal-Stile. Stamos K versuche die Gitarre so wie Adrian Smith oder Dave Murray und auch ein wenig wie Slayer zu spielen. Auf dem zweiten Album Aeons of Satan’s Reign habe man versucht sich mehr Richtung der New Wave of British Heavy Metal zu orientieren und so viele Gitarrensoli wie möglich einzubauen.
Galloping Blasphemy könne man laut Jakob Kranz vom Metal Hammer zwischen Slayers Show No Mercy und Seven Churches von Possessed einordnen. Auf Aeons of Satan’s Reign mache die Band laut Björn Springorum eine „Verbeugung vor okkultem Thrash ältester Schule“ und ordnete die Band zwischen Gruppen wie Venom, Possessed und Hellhammer ein.

## Diskografie
- 2012: Between Belial and Satan (Single, Metal Blade Records)
- 2012: Galloping Blasphemy (Album, Metal Blade Records)
- 2013: Aeons of Satan’s Reign (Album, Metal Blade Records)
- 2015: Die Evil (Album, Metal Blade Records)